# 爽快
| ウィキペディアには「爽快」という見出しの百科事典記事はありません（タイトルに「爽快」を含むページの一覧/「爽快」で始まるページの一覧）。 代わりにウィクショナリーのページ「爽快」が役に立つかもしれません。 |